# Морской пехотинец (фильм)
«Морской пехотинец» (англ. The Marine) — американский боевик 2006 года режиссёра Джона Бонито, в главной роли — рестлер Джон Сина в своем актёрском дебюте. Фильм был спродюсирован Винсом Макмэном через подразделение WWE по производству фильмов под названием WWE Studios и распространён в США компанией 20th Century Fox. Сценарий фильма написали Алан Макэлрой и Мишель Галлахер.
Фильм «Морской пехотинец» вышел в прокат 13 октября 2006 года и получил отрицательные отзывы, собрав 22 миллиона долларов при производственном бюджете в 15 миллионов долларов. Это первая часть серии фильмов «Морской пехотинец», породившая пять сиквелов.

## Сюжет
Морской пехотинец США Джон Трайтон возвращается домой с иракской войны. Вместе со своей любимой женой он решает немного попутешествовать по стране. Неожиданным образом они сталкиваются с бандой грабителей-отморозков. Те берут Кейт, жену Джона в заложники, а сами решают уйти по лесу от полиции.

## В ролях
| Актёр             | Роль         |
| ----------------- | ------------ |
| Джон Сина         | Джон Трайтон |
| Келли Карлсон     | Кейт Трайтон |
| Роберт Патрик     | Ром          |
| Энтони Рэй Паркер | Морган       |
| Эбигейл Бьянка    | Энджела      |
| Ману Беннетт      | Беннетт      |
| Джером Элерс      | Ван Бурен    |
| Дрю Пауэлл        | Джо          |
| Джефф Чейз        | Билли        |

## Выпуск
Изначально выпуск был запланирован на январь-февраль 2006 года, но был перенесён сначала на весну, а затем на 8 сентября. В итоге фильм был выпущен 13 октября 2006.
На первой неделе фильм собрал в США около 15.1 миллионов, заняв 3 место по сборам за первую неделю и поднявшись до 1 за вторую. За десять недель в прокате США было собрано 18.8 миллионов.
Фильм стал наиболее успешным среди работ WWE Studios, собрав больше, чем фильмы Не вижу зла и Приговорённые.
Фильм получил в основном негативные отзывы критиков, рейтинг на Rotten Tomatoes составил 21 %.
Выпуск на DVD произошёл 30 января 2007 года, на Blu-ray — 13 февраля 2007.

## Сиквел
29 декабря 2009 года было выпущено продолжение, «Морской пехотинец 2», в форматах DVD и Blu-ray. Третье продолжение под названием Морской пехотинец: Тыл вышло 5 марта 2013 года.